# Juan Carlos Esguerra
Juan Carlos Esguerra Portocarrero (Bogotá, 13 de marzo de 1949) es un abogado, político y diplomático colombiano, miembro del Partido Liberal Colombiano.
Esguerra sirvió como ministro de Defensa durante el gobierno del presidente Ernesto Samper y de ministro de Justicia en el gobierno del presidente Juan Manuel Santos.

## Biografía
Esguerra (hermano de la abogada Saturia Esguerra Portocarrero y del exsenador Gustavo Esguerra Portocarrero) fue viceministro de Comunicaciones entre 1974 y 1976, bajo el mandato de Alfonso López Michelsen; Delegatario a la Asamblea Nacional Constituyente de 1991, ministro de Defensa Nacional entre 1995 y 1997 y Embajador de Colombia ante el gobierno de los Estados Unidos entre 1997 y 1998. De 1991 a 1995 había sido Decano de la facultad de Ciencias Jurídicas de la Pontificia Universidad Javeriana de Bogotá, y por más de treinta años ha sido profesor de derecho administrativo y derecho constitucional, tanto a nivel de pregrado como de posgrado en esa Universidad, y en varias oportunidades profesor de derecho administrativo, derecho constitucional y derecho económico de la Universidad Externado de Colombia, la Universidad del Rosario y la Universidad de los Andes. Ha sido además, desde 1992, miembro del Consejo Asesor (Advisory Council) de la Facultad de Derecho de la Universidad de Cornell.
En dos oportunidades (2004 y 2006) ha sido juez ad hoc de la Corte Interamericana de Derechos Humanos y ha sido varias veces conjuez del Consejo de Estado y de la Corte Constitucional. Desde 1986 ha sido miembro de la lista de árbitros de la Cámara de Comercio de Bogotá y desde 1988 de la lista de árbitros de la Cámara de Comercio Internacional de Paris (CCI). Entre 2010 y 2011 fue el coordinador de la Comisión que elaboró, en materia del arbitraje nacional, el proyecto de ley que, junto con el de arbitraje internacional, se convirtió en el Estatuto de Arbitraje
El 3 de noviembre de 2010 fue incluido, junto con Viviane Morales y Carlos Gustavo Arrieta, en la terna que el presidente Juan Manuel Santos envió a la Corte Suprema de Justicia, para que de ella se escogiera al nuevo fiscal General de la Nación. Casi un mes después, el 1 de diciembre de 2010, Esguerra fue superado por la excongresista Viviane Morales en la elección para el cargo de Fiscal.

### Ministro de Justicia (2011-2012)
El 11 de julio del 2011 fue designado por el presidente Santos como Ministro de Justicia y del Derecho, asignándole la primordial tarea de conciliar la Reforma a la Justicia con las Altas Cortes y posteriormente conseguir su aprobación en el Congreso.
La labor de conciliación con las Cortes resultó fallida y el proyecto de Reforma presentado por el Gobierno ante el Congreso resultó preocupante para los magistrados de las Cortes que consideraron que el proyecto pondría en riesgo la democracia colombiana pues permitía la concentración del poder en el Ejecutivo y ponía en riesgo la autonomía del Poder Judicial.
Con relación al polémico trámite de la Reforma a la Justicia en el Congreso se ha dicho que Esguerra no asumió una posición que impidiera la inclusión de los múltiples beneficios para los legisladores y las presuntas componendas entre magistrados y congresistas que fueron aprobadas.
A raíz de la aprobación en el Congreso de la República de la escandalosa Reforma a la Justicia, que fue reprochada por la mayor parte de la opinión pública, y ante la presión ejercida por algunos de los congresistas que votaron en contra del texto de conciliación de la Reforma, así como por los ciudadanos, el 22 de junio de 2012 Esguerra presentó al presidente Juan Manuel Santos su renuncia irrevocable al cargo de ministro de Justicia. Fue relevado de su cargo el 12 de julio de 2012 por Ruth Stella Correa.

## Familia

### Ascendencia
Juan Carlos Esguerra es miembro de la aristocracia bogotana, con ascendencia en ilustres personajes de la independencia de Colombia, que incluye también un número importante de expresidentes, candidatos, ministros y otros personajes muy importantes, lo que lo convierte en un perfecto ejemplo de las relaciones de poder de su país.
Esguerra es hijo del abogado y expresidente de la Corte Suprema de Justicia de Colombia, José María Esguerra Samper, y de Ana Portocarrero Mutis, siendo sus hermanos Santiago, Saturia, Miguel y Leonor Esguerra Portocarrero.

#### Familia paterna

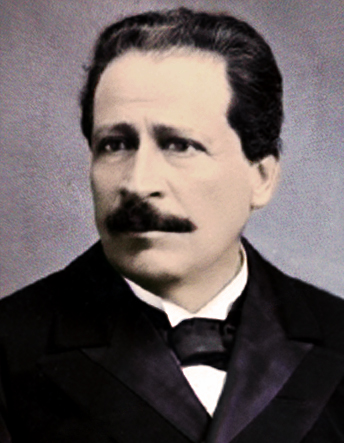
Nicolás Esguerra, su tatarabuelo paterno.

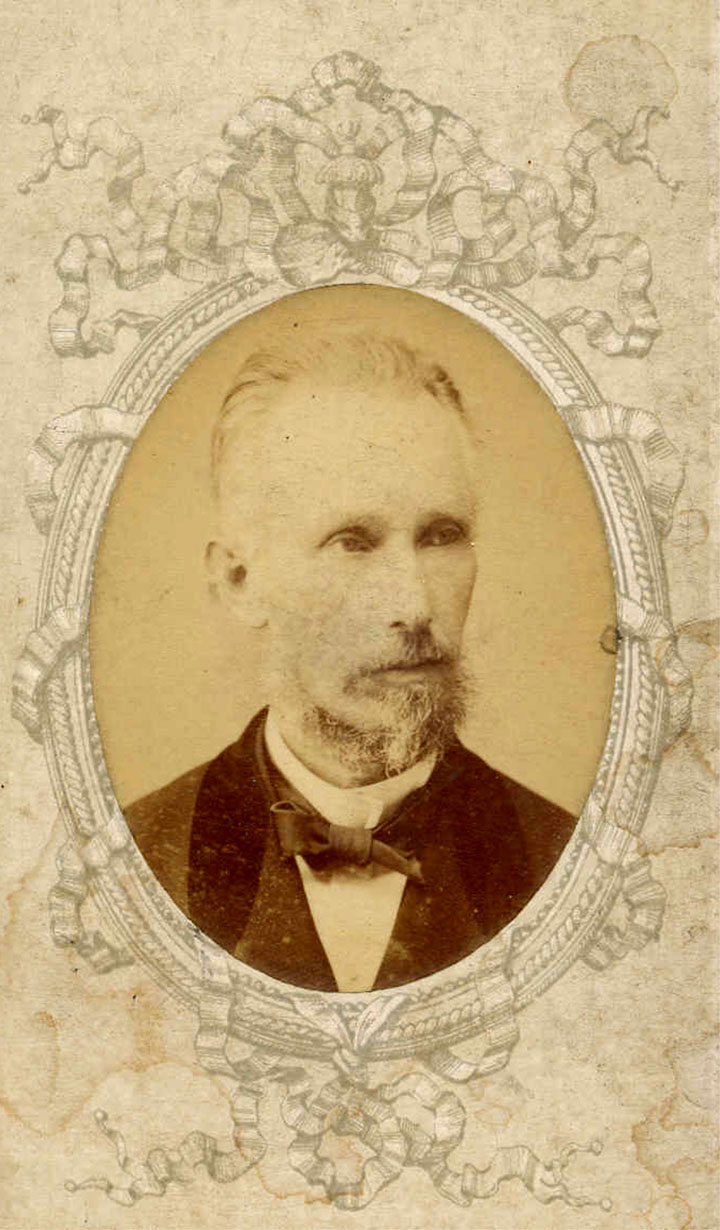
Miguel Samper Agudelo, su tatarabuelo paterno.

Su padre era nieto del empresario José María Samper Brush, sobrino nieto del empresario Joaquín Samper (ambos cofundadores de la empresa de servicios públicos ETB), y bisnieto a su vez del político liberal Miguel Samper Agudelo, quien fue candidato presidencial en 1898 y ministro de hacienda en dos ocasiones. Por esta línea, Juan Carlos es primo segundo de los hermanos Ernesto y Daniel Samper Pizano.
Por otro lado, su padre era hijo del político Alfonso Esguerra Gómez, médico fisiólogo, miembro de la Academia Colombiana de Ciencias Exactas, Físicas y Naturales, quien a su vez era nieto de Nicolás Esguerra Ortiz, líder republicano que fue rector de la Universidad del Rosario y quien aspiró a la presidencia en 1914. Esguerra Portocarrero también es bisnieto de Carlos Esguerra Gaitán, médico, presidente de la Academia Colombiana de Medicina entre 1914 y 1916; y sobrino nieto de Gonzalo Esguerra Gómez, médico radiólogo.

#### Familia materna

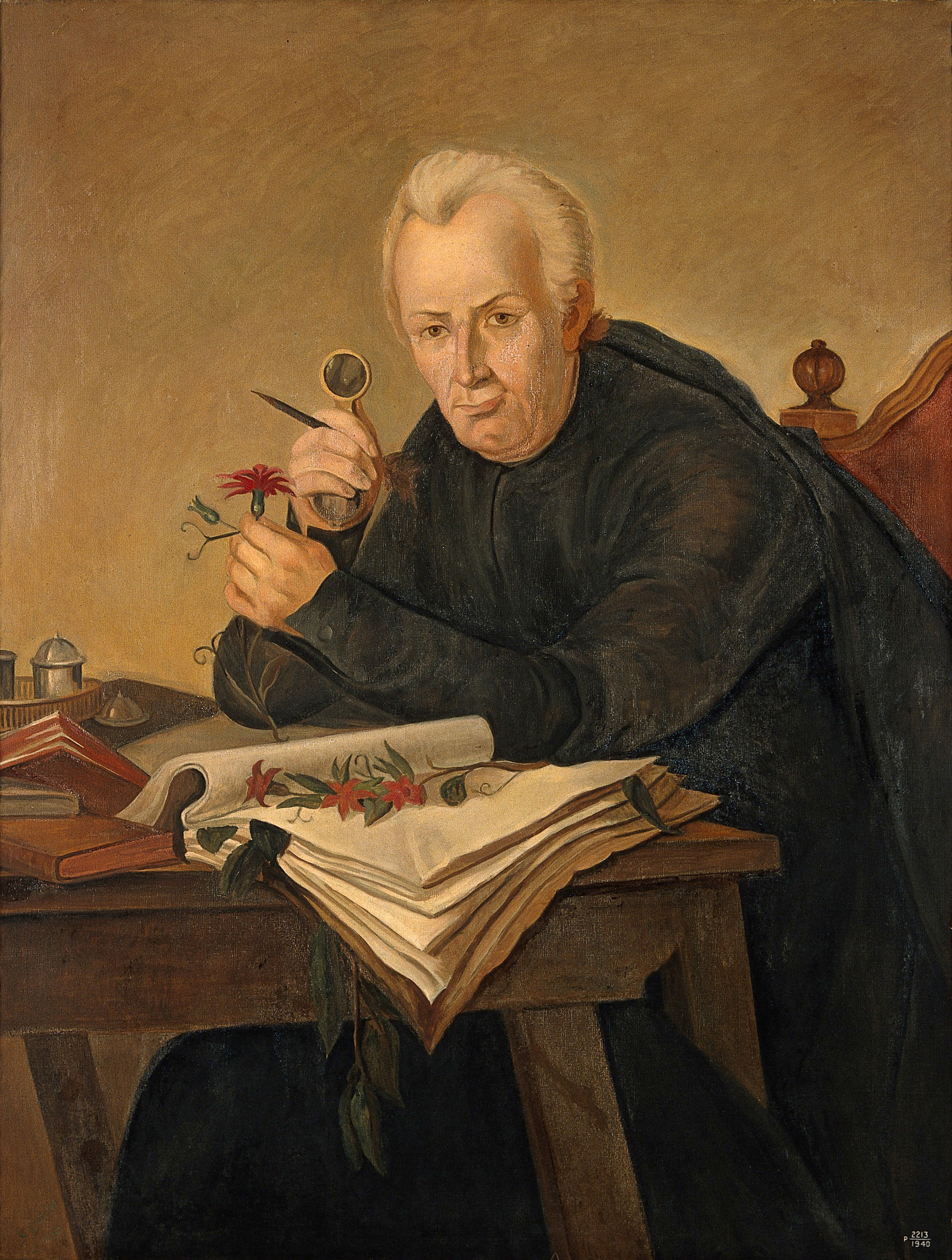
José Celestino Mutis, su tío hexabuelo.

Su madre era sobrina pentanieta (nieta en 5.º grado) del sabio y naturalista español José Celestino Mutis y Bosio; así como pentanieta del abogado y militar español Francisco González Manrique, padre de Tadea González Manrique, la madre de Jorge Tadeo Lozano. 
También era sobrina tataranieta del militar Liborio Durán Borrero (de quien es nieto Rafael Ucrós Durán y bisnieto Jaime Ucrós García, y desciende también Misael Pastrana Borrero), de Sixto (de quien desciende el político ecuatoriano Sixto Durán-Ballén Cordovéz), de María Dorotea (quien se casó con José Hilario López), y de María Josefa, otra pariente de los Lozano.
Además de lo anteriormente dicho, su madre era sobrina bisnieta de Clementina Portocarrero Caicedo, quien era sobrina nieta del expresidente Domingo Caycedo y Sanz de Santamaría, y a su vez era la tatarabuela del expresidente Andrés Pastrana Arango, por vía de su abuela María Vega, esposa del político Carlos Arango Vélez y madre de su madre, María Cristina Arango Vega.
Por otro lado, de uno de sus tíos tatarabuelos desciende el Hernando Carrizosa Pardo, Alfredo Vásquez Carrizosa y Julio Carrizosa Valenzuela; y también su madre (Ana Portocarrero), era tataranieta del prócer José María Portocarrero.